# Deer Park/Vineland Road
Deer Park/Vineland Road is een local service district in de Canadese provincie Newfoundland en Labrador.

## Geografie
Het local service district (LSD) bevindt zich centraal op het schiereiland Avalon, in het uiterste zuidoosten van het eiland Newfoundland. Het ligt in een relatief afgelegen regio tussen het noordelijke Holyrood en het zuidelijke St. Catherine's. Het betreft een bosrijk en met meren bezaaid gebied vlak bij het Natuurpark Salmonier.
Deer Park/Vineland Road bestaat uit een paar honderd woonhuizen en vakantiehuizen die verspreid liggen over een gebied dat ruwweg 10 km lang en 3 km breed is. Dat gebied ligt parallel aan en direct ten westen van provinciale route 90, ook wel de Salmonier Line genoemd.
De huizen liggen er verspreid langs een uitgebreid netwerk van voornamelijk grindwegen drie kronkelen omheen de vele kleine meertjes. Behalve Deer Park Road en Vineland Road, die hun naam gaven aan het LSD, betreft het ook Pioneer Line, Marshland Trails, Beaver Pond Road, Loon Lane, Country Lane, Hickman's Lane en Dawe's Pond Road, evenals alle gebouwen die een toegangsweg hebben aansluitend op een van de voornoemde wegen. De woningen die aan de Salmonier Line zelf liggen, behoren niet tot het LSD.
In de nabijheid van het LSD liggen verschillende toeristische faciliteiten, waaronder het voormelde natuurpark, enkele kampeerterreinen en het golfresort The Wilds.

## Geschiedenis
Het LSD werd opgericht op 22 juni 2005. Hierdoor kregen de inwoners van het gebied voor het eerst een beperkte vorm van lokaal bestuur.
Het LSD-bestuur van Deer Park/Vineland Road kreeg het mandaat om te voorzien in het algemene onderhoud en het sneeuwvrij maken van de lokale wegen, evenals om samen te werken met de gemeente Holyrood met betrekking tot de brandweer. Het voerde in het hele gebied een maximumsnelheid van 30 km/u in.

## Demografie
Statistics Canada verzamelt geen gegevens specifiek voor Deer Park/Vineland Road. In de volkstellingen die het statistiekagentschap sinds de oprichting van het LSD hield, werden steeds ook de mensen wonend aan de verbindingsweg (de NL-90) meegeteld onder de noemer Deer Park/Vineland Road - Salmonier Line. Die locality telde 233 inwoners in 2011, 217 inwoners in 2016 en 278 inwoners in 2021. Het effectieve inwoneraantal van het LSD Deer Park/Vineland Road lag dus steeds iets lager dan bovenstaande cijfers.
Behalve de ruwweg 250 permanente inwoners zijn er veel mensen die enkel in weekenden of in de zomermaanden in het gebied verblijven, daar de woningen van oorsprong voornamelijk tweede verblijven zijn.